# Station Sellafield
Sellafield is een spoorwegstation van National Rail in Sellafield, Copeland in Engeland bij de nucleaire opwerkingsfabriek Sellafield. Het station is eigendom van Network Rail en wordt beheerd door Northern Rail. Het station langs de Cumbrian Coast Line is geopend in 1850. 